# ب‌ام‌و ۸۰۱
ب‌ام‌و ۸۰۱ (به انگلیسی: BMW 801) یک موتور هواگرد ساختِ کارخانهٔ ب‌ام‌و در کشور آلمان است.